# Hydraena d-destina
Hydraena d-destina är en skalbaggsart som beskrevs av Perkins 1980. Hydraena d-destina ingår i släktet Hydraena och familjen vattenbrynsbaggar. Inga underarter finns listade i Catalogue of Life.